# ضربه دوم
در راهبرد هسته‌ای، حمله تلافی‌جویانه یا توانایی ضربه دوم، به معنای توانایی تضمین‌شده یک کشور برای پاسخ‌دادن به حمله هسته‌ای با یک واکنش هسته‌ای قدرتمند علیه مهاجم است. داشتن چنین قابلیتی (و متقاعد کردن طرف مقابل به واقعی بودن آن) در بازدارندگی هسته‌ای حیاتی تلقی می‌شود، چرا که در غیر این صورت، طرف مقابل ممکن است تلاش کند با یک حمله اول عظیم علیه نیروهای هسته‌ای رقیب، در جنگ هسته‌ای پیروز شود.

## نظریه
داشتن توانایی ضربه دوم، تهدید حمله اول هسته‌ای را خنثی می‌کند و می‌تواند از یک راهبرد هسته‌ای "به کار نگرفتن برای نخستین بار" پشتیبانی کند. داشتن توانایی متقابل ضربه دوم معمولاً به راهبرد بازدارندگی تخریب حتمی متقابل منجر می‌شود، گرچه ممکن است یکی از طرفین از راهبرد بازدارندگی حداقلی استفاده کند.
توانایی‌های ضربه دوم می‌توانند با پیاده‌سازی سازوکارهای مرگ‌بار پس از شکست (fail-deadly) تقویت شوند. این سازوکارها آستانه‌ای تعیین می‌کنند و در صورت عبور از آن، پیامدهایی تضمین‌شده در پی خواهد داشت. به‌عنوان مثال، ممکن است آستانه‌ای تعیین شود مبنی بر اینکه نباید به کشور متحد حمله شود. اگر کشوری رقیب با حمله به کشور متحد این آستانه را زیر پا بگذارد، پیامدهای از پیش تعیین‌شده برای این اقدام اجرایی می‌شوند. این پیامدها می‌توانند شامل انواع واکنش‌ها از جمله حمله هسته‌ای تلافی‌جویانه باشند.

## پیاده‌سازی

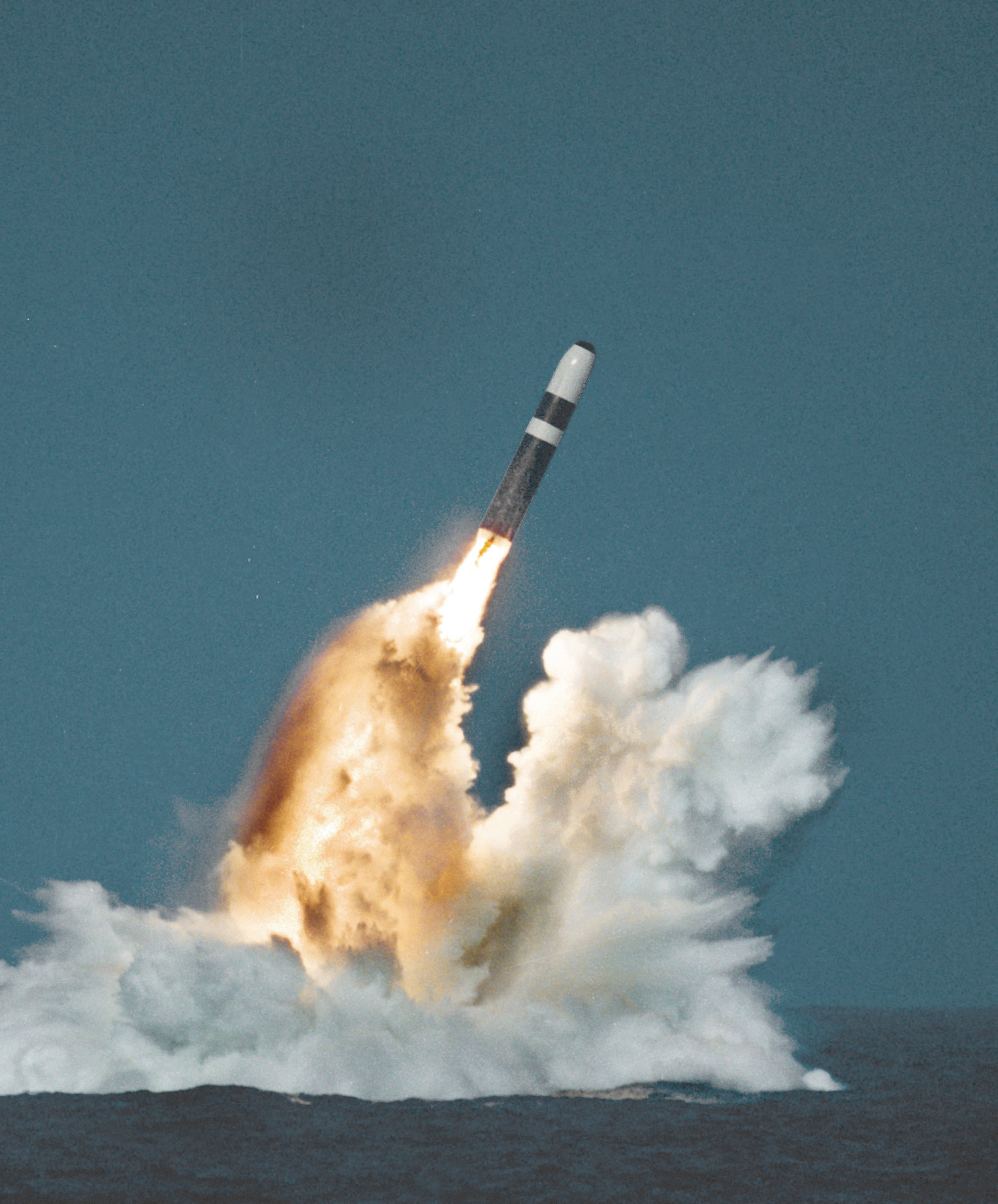
موشک Trident II که از زیردریایی موشک بالستیک نیروی دریایی سلطنتی پرتاب شد

هدف اصلی در حفظ توانایی ضربه دوم، جلوگیری از نابودی زرادخانه‌ی هسته‌ای یک کشور در حمله‌ی اول است. به این ترتیب، کشور می‌تواند حتی پس از دریافت حمله‌ی هسته‌ای، واکنش هسته‌ای انجام دهد. ایالات متحده و برخی کشورهای دیگر با تنوع‌بخشی به زرادخانه‌ی هسته‌ای خود از طریق "سه‌گانه هسته‌ای" (nuclear triad) تلاش کرده‌اند تا توان ضربه دوم را تضمین کنند.
موشک‌های بالستیک شلیک‌شده از زیردریایی (SLBM) روش سنتی اما بسیار پرهزینه برای فراهم‌سازی توانایی ضربه دوم هستند، اگرچه برای اثرگذاری نیازمند سازوکار مطمئن شناسایی مهاجم‌اند. استفاده از SLBM به عنوان ابزار ضربه دوم یک مشکل جدی دارد، چرا که ممکن است در واکنش به حمله از زیردریایی، کشور اشتباهی هدف قرار گیرد و این موضوع منجر به تشدید درگیری شود. با این حال، اجرای توان ضربه دوم برای بازدارندگی از حمله اول ضروری است. کشورهای دارای تسلیحات هسته‌ای، هدف اصلی خود را متقاعد کردن دشمن به بی‌فایده بودن حمله اول در برابر پاسخ ضربه دوم قرار می‌دهند. این کشورها معمولاً از سازوکارهای پرتاب متنوع، واکنش‌های از پیش تعیین‌شده برای سناریوهای مختلف حمله هسته‌ای، مکان‌های پرتاب در نقاط مختلف کشور و تأسیسات زیرزمینی مقاوم در برابر حمله هسته‌ای استفاده می‌کنند.
استراتژی «شلیک در صورت هشدار» (Launch on Warning) نوعی واکنش هسته‌ای است که در دوران جنگ سرد میان بلوک غرب و بلوک شرق شهرت یافت. در کنار سه‌گانه هسته‌ای، کشورها سیستم هشدار زودهنگام را مستقر می‌کنند که وظیفه شناسایی موشک‌های هسته‌ای ورودی را دارد. این سیستم به کشور اجازه می‌دهد که گزینه شلیک ضربه دوم را پیش از رسیدن حمله اول در اختیار داشته باشد. این روش دیگری برای تقویت توانایی ضربه دوم و بازداشتن حمله اول توسط یک قدرت هسته‌ای دیگر است.
به دلیل دقت پایین (خطای دایره‌ای محتمل) موشک‌های بالستیک قاره‌پیمای نسل اول (و به‌ویژه SLBMها)، در ابتدا ضربه دوم فقط علیه اهداف بزرگ و بدون دفاع مانند شهرها ممکن بود. اما موشک‌های نسل‌های بعدی با دقت بسیار بالاتر، امکان حملات ضربه دوم علیه تأسیسات نظامی مستحکم دشمن را نیز فراهم کردند. [نیاز به منبع]
پریمتر-پی‌تی‌اس، که در روسیه با نام «دست مرده» (مёرتوایا روکا) نیز شناخته می‌شود، یک سیستم بازدارندگی هسته‌ای روسی است که برای پرتاب خودکار موشک‌های بالستیک به عنوان یک حمله تلافی‌جویانه در صورتی توسعه یافته است که سیستم فرماندهی و کنترل روسیه در یک حمله ناگهانی و قاطع از بین برود.
تاریخچه پریمتر پی‌تی‌اس به سال ۱۹۷۴ بازمی‌گردد، در واکنش به ترس شوروی از حملات هسته‌ای ویرانگر زیردریایی‌های موشک بالستیک ایالات متحده. این سیستم در ژانویه ۱۹۸۵ با سیلوهای پرتاب اس‌اس-۱۷ در وایپولزوو (یدرووو) و کوستروما، که به ترتیب ۱۶۰ و ۲۴۰ کیلومتری شمال غربی مسکو قرار دارند، به بهره‌برداری رسید. این سیستم با لایه‌های چندگانه افزونگی ساخته شد تا در صورت از بین رفتن چندین لایه ارتباطی در حمله اولیه، همچنان کار کند. مجوز پرتاب توسط رادیو UHF از طریق فرستنده‌های مدفون در عمق زمین منتقل می‌شد. توسعه این سیستم در طول سال‌ها ادامه یافت و در دسامبر ۱۹۹۰ موشک‌های بالستیک قاره‌پیمای جدید آرتی-۲پی‌ام۲ توپول-ام و در سال ۱۹۹۶ اصلاحات بیشتری در آن گنجانده شد.
رهبری روسیه نگران بود که این سیستم بتواند باعث یک پرتاب تصادفی شود، بنابراین تدابیر امنیتی متعددی را در طراحی آن گنجاندند.
۱. در ابتدا، هم پیوند فرماندهی هسته‌ای ویوگا به رهبری روسیه و هم سیستم ارتباطی امن کازبک باید قطع می‌شدند. از بین رفتن همزمان هر دو سیستم نشان می‌داد که پست فرماندهی ملی نابود شده و رهبری سیاسی کشته شده است.
۲. دوم، ستاد کل باید سطح تهدید را به اندازه‌ای بالا می‌برد که پیش از قطع ارتباطات، مجوز پیشین برای پرتاب صادر شده باشد. اگر این مجوز دریافت نشده بود، اپراتورهای موشک در داخل سیلوها مسئول لغو پرتاب خودکار بودند.
۳. سوم، داده‌های جمع‌آوری‌شده از حسگرهای مختلف به یک سرور مرکزی منتقل می‌شد. این شامل حسگرهای زمینی و فروسرخ طراحی‌شده برای تشخیص انفجار در اطراف ایستگاه‌های رادار هشدار زودهنگام، پست‌های فرماندهی و سیلوها؛ شناسه‌های موشکی از ایستگاه‌های رادار و داده‌های سیستم ماهواره‌ای هشدار زودهنگام اوکو بود. پریمتر-پی‌تی‌اس عمداً به گونه‌ای طراحی شده بود که در صورت حمله کوچک‌تر از سوی متحدان ایالات متحده یا یک قدرت هسته‌ای آسیایی، با توجه به ناتوانی آنها در به راه انداختن «جنگ تمام‌عیار»، پرتاب نکند. همچنین برای رد احتمال زلزله یا بلایای طبیعی، با مراجعه به داده‌های ایستگاه‌های لرزه‌نگاری طراحی شده بود.
علیرغم قابلیت‌های پرتاب خودکار، فرماندهی و کنترل هسته‌ای روسیه می‌توانست در صورت پرتاب تصادفی، دستور خود تخریبی موشک‌ها را در میانه پرواز صادر کند. [نیازمند منبع] گزارش شده است که زیردریایی‌های موشک بالستیک روسیه هرگز در پریمتر-پی‌تی‌اس گنجانده نشدند، با توجه به مشکلات ارتباطی ذاتی که ممکن بود ایجاد شود.
علیرغم قابلیت‌های پرتاب خودکار، فرماندهی و کنترل هسته‌ای روسیه می‌توانست در صورت پرتاب تصادفی، دستور خود تخریبی موشک‌ها را در میانه پرواز صادر کند. [نیازمند منبع] گزارش شده است که زیردریایی‌های موشک بالستیک روسیه هرگز در پریمتر-پی‌تی‌اس گنجانده نشدند، با توجه به مشکلات ارتباطی ذاتی که ممکن بود ایجاد شود.

## تاریخچه
در اوایل سال ۱۹۴۰، رابرت ای. هاینلاین، نویسنده داستان‌های علمی تخیلی، داستان کوتاه علمی تخیلی «راه حل نامطلوب» را نوشت که در آن مسابقه تسلیحات هسته‌ای بین ایالات متحده و اتحاد جماهیر شوروی را توصیف کرد. در یک قسمت، کابینه ایالات متحده سناریوی حمله غافلگیرانه شوروی را مورد بحث قرار می‌دهد که در آن شهرهای آمریکا نابود می‌شوند، اما نیروهای مسلح ایالات متحده زنده می‌مانند و یک ضدحمله را آغاز می‌کنند.